# Jim Storm (wioślarz)
James Eugene "Jim" Storm (ur. 2 lutego 1941 w San Diego) – amerykański wioślarz, srebrny medalista igrzysk olimpijskich i mistrzostw świata.

## Kariera
Wystąpił na igrzyskach olimpijskich w Tokio w 1964, gdzie w parze z Seymourem Cromwellem zdobył srebrny medal w dwójkach podwójnych. W wyścigu finałowym o 2,50 sekundy wyprzedziła ich osada ZSRR, a o 1,07 sekundy wyprzedzili osadę Czechosłowacji. Był to jego jedyny start olimpijski.
Na rozgrywanych trzy lata później igrzyskach panamerykańskich w Winnipeg w tej samej konkurencji zdobył złoty medal. 
Na mistrzostwach świata w Bledzie (1966) wystąpił w dwójkach podwójnych, wspólnie z Seymourem Cromwellem zdobywając srebrny medal. 
Ukończył medycynę na Uniwersytecie Kalifornijskim. Po zakończeniu kariery sportowej pracował jako psychiatra. 